# 薩韋爾齊 (波皮利尼亞區)
49°55′25″N 29°35′30″E / 49.92361°N 29.59167°E
薩韋爾齊（烏克蘭語：Саверці）是烏克蘭北部的村莊，隸屬日托米爾州的日托米爾區。該村始建於1585年，面積2.75平方公里，海拔高度192米，2001年人口751，人口密度每平方公里272.79人。